# Giovanni Allevi
Giovanni Allevi (n. 9 aprilie 1969 în Ascoli Piceno) este un pianist și compozitor italian.

## Biografie

### Educație
Allevi a primit diploma conservatorului atât pentru pian cât și pentru compoziție. El a graduat „com laude” în filozofie cu o teză intitulată: Vidul în fizica contemporană apoi a luat parte la Accademia Internazionale di Alto Perfezionamento din Arezzo.
În 1991 a făcut serviciu militar în armata italiană. Generalul i-a observat talentul la pian și a trecut acest talent în fișa lui Allevi, El a cântat Rhapsody in Blue de George Gershwin și Warsaw Concerto de Richard Addinsell într-una dintre deplasări. La finalul serviciului militar Allevi a prezentat un concert format exclusiv din compozițiile sale, după care a luat parte la cursuri de muzică sub îndrumarea lui Mario Corradini, care a remarcat faptul că piesele lui Allevi au forța de a evoca amintiri, imagini, emoții din trecut.
În 1996 a compus coloana sonoră pentru Femeia troiană de Euripides, cu care a câștigat premiul pentru cea mai bunpă scenă muzicală.
În 1997 a câștigat premiul pentru tineri muzicanți din San Francisco.

## Carieră

### Întâlnirea cu Saturnino și Jovanotti
Mulțumită lui Saturnino, un basist italian, Allevi a luat hotărârea de a se muta la Milano și să înregistreze un CD cu compozițiile sale, înregistrare supervizată de Jovanotti, un rapper italian, care a luat decizia de a publica albumul lui Allevi sub titlul de 13 degete, cu Saturnino ca producător.. De asemenea el a cântat în deschiderea Campionatului mondial de natație din 2009 de la Roma.
Datorită colaborării cu Saturnino și Jovanotti, Allevi a cunoscut faima publicului larg, el deschizând după aceea câteva dintre concertele rapperului.
În 1998, din nou cu Saturnino, a compus coloana sonoră a filmului Venceremos, premiat la Sundance Film Festival, festival din Utah.

### Lucrări non-pianistice
Giovanni Allevi a scris și câteva lucrări non-pinistice, majoritatea nefiind publicate. Cele mai importante sunt:
- Inno delle Marche - Lucrare orchestrală pentru regiunea italiană Marche
- Angelo Ribelle - Suită pentru orchestră string, scrisă în 5 acte. Premierea a avut loc în 2007 la Verona
- 300 Anelli - Lucrare pentru pian și orchestră scrisă în două acte (prima fără pian)). Premierea a avut loc la data de 4 august 2007
- Foglie de Beslan - Lucrare pentr pian și orchestră scrisă în memoria Masacrului de la Beslan. Premierea a avut loc la data de 29 aprilie 2005 În Palermo
- Sparpagghiò - Comedie muzicală, interpretată de 22 de instrumentiști și de un cor. Premierea a avut loc în 2001 în localitatea natală a compozitorului, iar orchestra a fost dirijată de Allevi însuși.

### Conertul de la Senat
Pe data de 21 decembrie 2008, el a dirijat orchestra simfonică „I virtuosi italiani” la concertul de Crăciun de la Senat. Printre participanți se afla și Giorgio Napolitano, președintele țării, precum și alți oameni de pe prima scenă politică. Printre două piese de Giacomo Puccini, alte 5 piese de Allevi au fost interpretate. Concertul a fost transmis de postul național, stabilindu-și astfel succesul muzical național.

## Critică
Concetul de la Senat a dat naștere unor polemici despre talentul lui Allevi. Violonistul Uto Ughi a criticat  talentul muzicianului înetr-un articol din ziarul La Stampa. Acest a declarat că se simte ofensat ca muzician și că succesul lui Allevi este un triumf al relativismului.
Allevi a dat replica mai târziu în același ziar acuzându-l pe Ughi că apară vechea gardă, el adaugând: „Muzica mea vorbește oamenilor, dar necesită în același timp, atât tehnic cât și ritmic, virtuozitatea unui instrumentist iscusit. În muzică mereu și-a găsit cu greu locul o nouă idee muzicală, însă mai târziu aceasta a devenit regula care este urmată."
Allevi este deseori acuzat că ar fi doar un fenomen mass-media, rezultat al "strategiei de marketing", a spus Piero Maranghi, directorul unei televiziuni din Italia dedicată muzicii clasice. Marcello Filotei, jurnalist, spune că:" Allevi este stereotipul compozitorului care pare oamenilor nefamiliarizați cu concertele să pară ca un adevărat compozitor. Allevi este de asemnea criticat datorită conceptului său (el susține că muzica sa este "un proiect de viitor care stabilește regulile care vor fi urmate de succesorii săi din domeniul muzical."
Alți muzicieni îl susțin însă spunând că "mulți tineri, prin compozițiile lui Allevi, au fost încurajați să învețe pianul. Eu unul îl invidiez" a spus pianistul Nazzareno Carusi.
Pianista Loredana Brigandi este de asemenea un critic vehement al lui Allevi.

### Cartea
În 2008 a publicat o carte sub forma unui jurnal care include gânduriel sale, experiențele și întâmplările până la momentul în care a devenit faimos.